# Philodryas varia
Philodryas varia là một loài rắn trong họ Rắn nước. Loài này được Jan mô tả khoa học đầu tiên năm 1863.